# 月面着陸

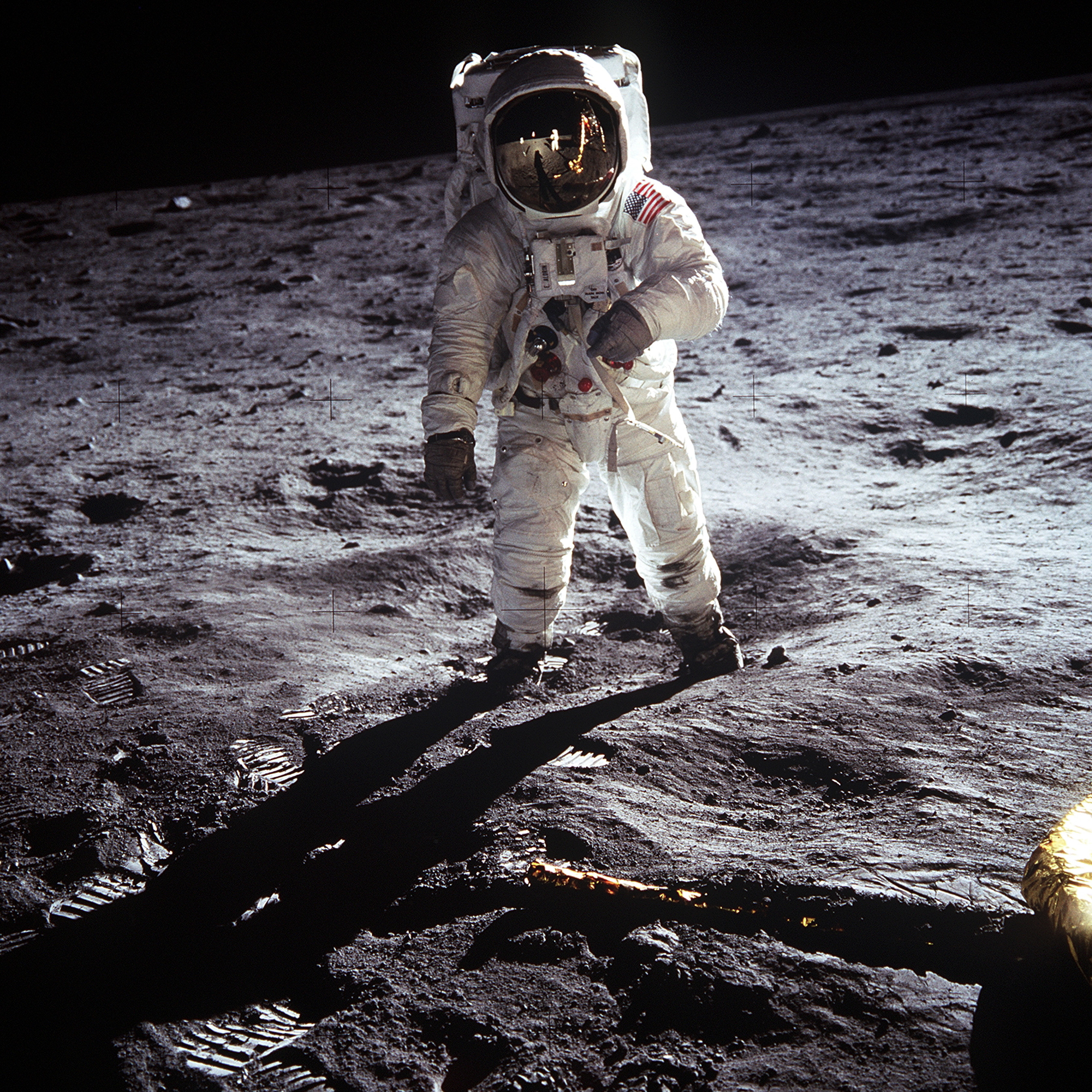
月面でポーズをとるエドウィン・オルドリン。顔面を覆うバイザーに、写真を撮影したニール・アームストロングが映っている。写真はNASAより。

月面着陸（げつめんちゃくりく、英: Moon landing）は、地球の衛星である月への着陸をいう。英語では他に、lunar landing とも。人類史上初の月面着陸は、アメリカ合衆国のアポロ11号計画における船長ニール・アームストロングと月着陸船操縦士バズ・オルドリンによるものだった。1969年7月20日、司令船操縦士マイケル・コリンズが月周回軌道上の司令船コロンビアで待機する中、2人の乗り込んだ月着陸船イーグル号は司令船から切り離され、1969年7月20日午後4時17分（東部夏時間）、月面に着陸し21時間30分滞在した。米国が着陸計画を終了した1972年12月までに月に到達したのは合計12人、いずれも米国宇宙飛行士である。
本項では主に、成功へと至った月面着陸について取り上げる。

## 計画

### 無人月探査計画
ソビエト連邦のルナ計画は以下の進展をみせた。1959年1月4日に打ち上げられたルナ1号（E-1）は、月の近隣を通過した史上初の月探査機となった。ルナ2号は月面に達した。1959年10月7日にはルナ3号が月の裏側の写真撮影に成功した。1966年2月3日に連邦の打ち上げたルナ9号が初の月面「軟着陸」を成し遂た。1966年4月3日にはルナ10号を月の衛星とすることに成功した。
これに対しアメリカ合衆国は、月へ無人惑星探査機を送るパイオニア計画を打ち出す。しかしながら、異なった3機の探査機発射ロケットに付随した3種のデザインによる惑星探査機は10回の試み全てが失敗に終わった。
続くサーベイヤー計画は、ロボットを用いて有人月面着陸に向けた月面への安全な着陸を研究するアメリカ合衆国の取り組みの一部である。この計画で5基の探査機による7つの作戦が成功し、アポロ計画の宇宙飛行士達が降り立つに最も好ましい地点を探り当てる一助となった。その後1968年12月27日にアポロ8号が有人による月軌道調査を実行し、月面に人類を上陸させる土台を築いた。

#### 無人月面着陸
| 年月日         | 国名           | 探査機名            | 着陸場所 | 備考  |
| -------------- | -------------- | ------------------- | -------- | ----- |
| 1966年2月3日   | ソビエト連邦   | ルナ9号             |          | [ 1 ] |
| 1966年6月3日   | アメリカ合衆国 | サーベイヤー1号     | 嵐の大洋 |       |
| 2013年12月16日 | 中華人民共和国 | 嫦娥3号             | 雨の海   | [ 2 ] |
| 2023年8月23日  | インド共和国   | チャンドラヤーン3号 |          | [ 3 ] |
| 2024年1月20日  | 日本           | SLIM                | 神酒の海 | [ 4 ] |

民間での月面着陸
- 日本時間で2024年2月23日、アメリカの企業インテュイティブ・マシーンズのNova-C（英語版） IM-1 (Odysseus)がマラパートA・クレーター（英語版）に着陸した[5]。
- 日本時間で2025年3月2日、アメリカの企業ファイアフライ・エアロスペースのブルーゴースト（英語版）が危難の海近郊のラトレイユ山に着陸した[6][7]。（ゴースト・ライダーズ・イン・ザ・スカイ (探査機)）
- 2025年3月6日、アメリカの企業インテュイティブ・マシーンズのIM-2 (Athena)がムートン山（英語版）に横倒しに着陸したが、バッテリーが尽きる前に、いくつかのミッションには成功した[8][9]。

#### アメリカの戦略

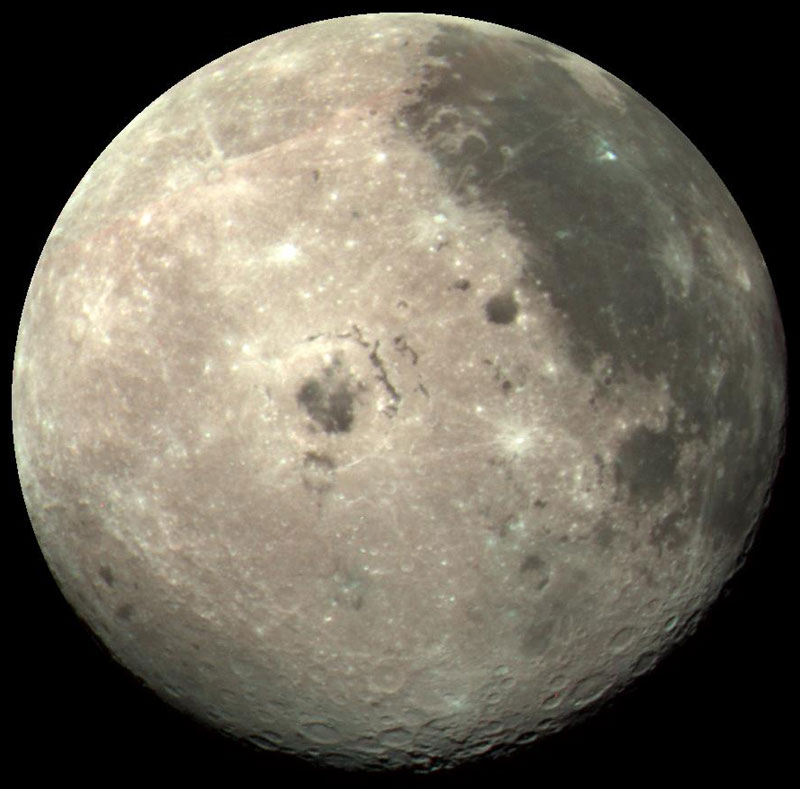
探査機ガリレオによって撮影された月

アメリカ合衆国の月探査計画は、アメリカ合衆国第34代大統領ドワイト・D・アイゼンハワー政権下より開始された。週刊誌コリアーズの1950年代半ばに連載された記事では、ヴェルナー・フォン・ブラウンが月面基地建設のための有人宇宙探査の概念を社会に広めたと報じられていた。ただ有人月面着陸という目標はアメリカとソビエトに壮大な技術的挑戦をつきつけた。誘導や重量管理と並んで、過熱により燃え尽きることのない大気圏再突入の方法が大きなハードルであった。ソビエト連邦がスプートニクを打ち上げた後、フォン・ブラウンはアメリカ軍部へ、1965年までに月面在外基地を創設する計画を提案した。しかし、合衆国が科学的・軍事的価値の可能性から見て、そうした軍事行動への出費を正当化することが極めて困難と考えたため、フォン・ブラウンの提案は進展しなかった。
ユーリイ・ガガーリンを筆頭とするソビエトの世界初の有人宇宙飛行が成功を収めた後、ジョン・F・ケネディは、国民の心像を掴むような宇宙計画を模索していた。彼は後に副大統領を務めることとなるリンドン・ジョンソンへ、アメリカが世界の指導者であることを証明できる科学的な奮励を勧告するよう求めた。こうしてケネディらが練った計画案には、政治目的からか第三世界の飢饉を終結させる大規模な灌漑計画など、宇宙とは全く関連の無い計画も含まれていた。そしてアメリカは、可能性のある全宇宙計画の中から、有人月面着陸の競争がソビエトを打ち負かす最良の機会になるとの判断を下した。これは当時ソビエト連邦が、アメリカ合衆国よりも更に強力なロケットを保有していたためである。アメリカでは、国内における核兵器技術の発達がミサイル弾頭のさらなる縮小、軽量化へ至らしめ、結果的により小さな弾頭容量を持つロケットが開発されていた。対照的にソビエトの保有する核兵器はかなり重厚なもので、それを運搬するために強力なR-7ロケットが発達した。ケネディはフォン・ブラウンに、月面に着陸せず宇宙船で月の周囲を飛行するプラン、及び軌道に宇宙開発研究室を建設するプランを提案したが、このような質素な計画では開発競争においてソ連側が有利になってしまうことから、より野心的な月面有人着陸という決断が下された。
1960年アメリカ合衆国大統領選挙に際し、特にNASAの本拠地があるテキサス州など多くの要所となる州では経済的利益があるとして、ジョンソンはアポロ計画を擁護した。これは、前政権がアメリカ・ソビエト間での「ミサイル・ギャップ」を許す結果となったというケネディの主張を後押しし（ただし、後に各報道機関によって、ソビエトの軍事配備はアメリカが想定していたよりも劣っていたことが判明した）、彼がリチャード・ニクソンを破って当選することに貢献した。またジョンソンは、有人宇宙飛行を成し遂げなければ確実にソビエトに打ち負かされてしまうだろうとケネディに助言した。その結果ケネディはアメリカにとって宇宙開発に全力を注ぐのが最も理想的であるとして、アポロ計画を推し進めた。ケネディは資金投入を保証し、1963年の減税から宇宙開発への出費を保護し、さらにNASAが着手していた他の事業から資金の使途を転換した。この政策で、それまで他の科学的事業に駆り立てられていた、NASAの指導者ジェイムズ・ウェッブは失望した。
その後大統領ケネディは社会全体からの支援を獲得するため、特異な声明を必要としていた。1963年には、ケネディが副大統領になったジョンソンに、月計画の潜在的な技術的・科学的利益を調査してほしいと求めた。これに対してジョンソンは最先端の医療躍進や宇宙から撮られた地球の写真を引き合いに出し、利益は限られたものであるものの、NASAの科学者達と力を合わせれば強力な実例となると結論付けた。しかし計画が進展するにあたり、社会事業へ更に資金を費やすべきだとする左派の政治家や、軍事費に力を入れたい右派の政治家達からの批判を打破する必要があった。これに対しては、科学的な報いやソビエトによる宇宙支配の恐怖へつけこんだ持論を強調することで、ケネディとジョンソンはなんとか世論を揺り動かすことができた。1965年までには、58パーセントものアメリカ国民がアポロ計画を支持し、これより2年前から33パーセントも上昇していることがわかった。ジョンソンが大統領に選出された1963年以降も、ケネディがもとより望んでいたように、計画への支援継続が行われ1969年の成功へ結びついたのである。

#### ソ連の戦略

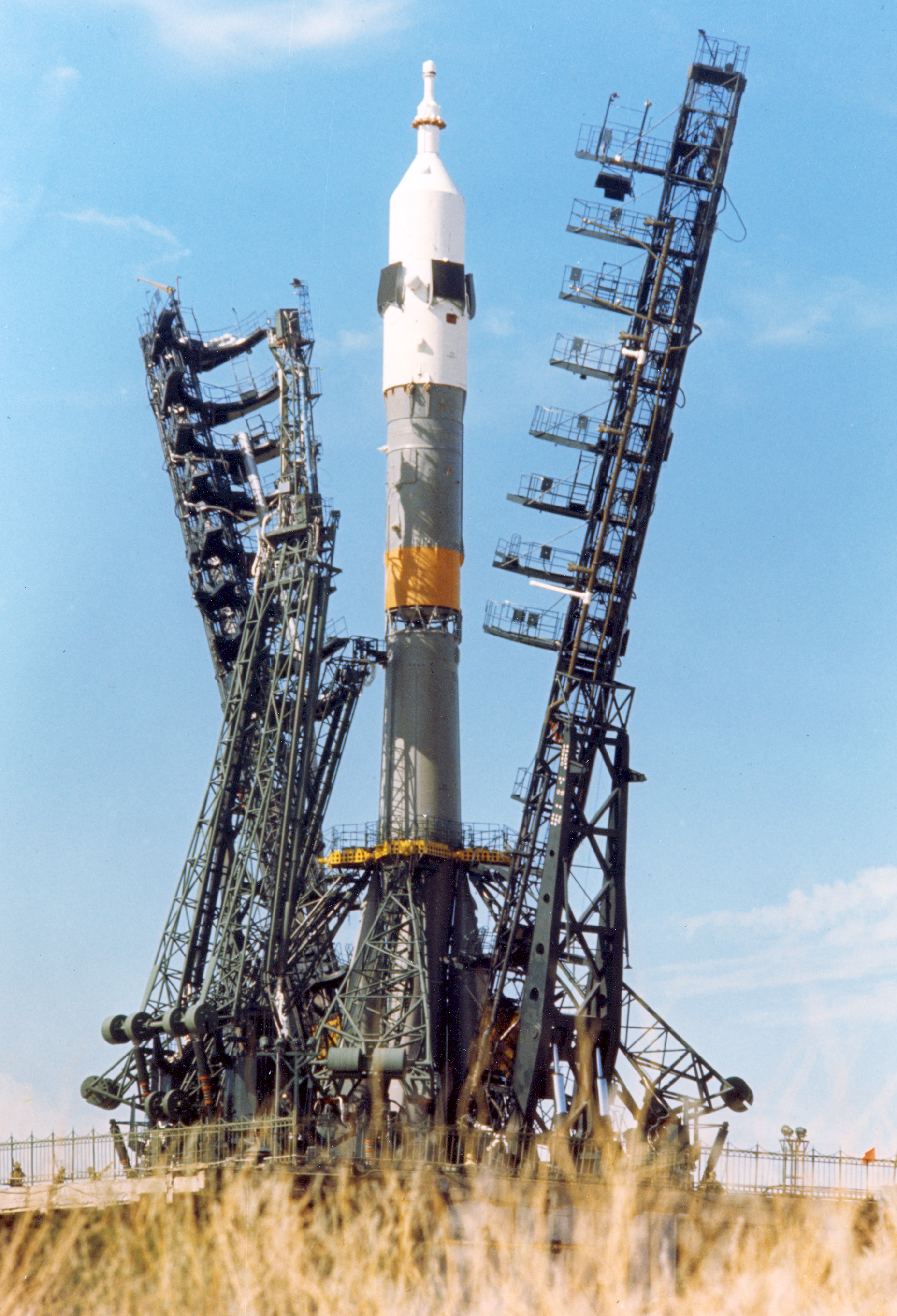
ソビエト連邦のソユーズ。写真のようなロケットが、地球の軌道へ物体を運送する初の確実な輸送手段となった。

そのころ、ソビエト連邦は月面着陸計画への態度を決めかねていた。ソビエトの指導者であったニキータ・フルシチョフは他のいかなる力によっても「敗北」することを好まなかったが、そうした多額の費用を必要とする計画もまた望んでいなかった。1963年10月、彼はソビエト連邦が「宇宙飛行士による宇宙航行は現在は計画していない」と述べた上で、競争から落後したわけではないという主張を付け加えた。
同時期に、ケネディがソビエトとアメリカ双方の宇宙飛行士で月面着陸を行い、より良き気象衛星の開発を行うとする種々の共同計画を打診していた。フルシチョフは、この試みでケネディがソビエトの宇宙開発技術を盗もうとする意図があると疑義を抱き、提案を退けた。ロシア連邦宇宙局の主任デザイナーであったコロリョフは、宇宙飛行士を搭乗させて月面着陸を行うことができる、ソユーズ宇宙船とN-1発射ロケット開発計画の推進を始めた。フルシチョフはコロリョフの設計局に1966年の月・地球間有人飛行へ向けて2つの指示、現存するボストークの技術の修正と、プロトン発射台とゾンド宇宙船の建設に着工とを指示した。1964年、新たなソビエトの指導者がコロリョフの月面着陸計画への奮闘を後押しし、全有人宇宙飛行計画を彼の指示の元で実行するよう命じた。しかしコロリョフの死や1967年に行われた最初のソユーズの飛行の失敗と共に、ソビエト連邦による有人月面着陸計画は破綻をきたすこととなった。ソビエトは月着陸船を建造し、アレクセイ・レオーノフらを含む宇宙飛行士を選定したが、1969年にN-1ロケットの発射が失敗に終わり、月着陸計画は遅延に苦しんだ挙句キャンセルとなった。

#### アポロ11号の初着陸
アメリカの探査機より先にソビエトの無人惑星探査機が月に達していたが、1969年7月20日に有人の月着陸船イーグル号着陸によって、アメリカ人宇宙飛行士ニール・アームストロングが月の表面を歩いた史上初の人物となった。アームストロングは宇宙司令船パイロットのマイケル・コリンズと、月着陸船パイロットのバズ・オルドリンからの後援を受けたアポロ11号計画の司令官及び船長であった。この人類初の月面着陸という歴史的な瞬間は、全世界5億人を超える人々がテレビなどのメディアを通して視聴したという。時事問題を扱うコメンテーターからは、この出来事が20世紀において最も鮮明な瞬間の一つであると広く理解され、またアームストロングが月面へ足を踏み出した際に最初に発した、
「一人の人間にとっては小さな一歩だが、人類にとっては大きな飛躍である（That's one small step for [a] man, one giant leap for mankind）」
という名言もまた同様に記憶に残るものである。着陸全体の実際の手記などはウェブサイト、アポロ計画月面日誌も参照されたい。
宇宙飛行士達はその後月面にアメリカ合衆国の国旗を立て、それに敬礼するバズ・オルドリンは写真に収められた。アームストロングが最初に降り立つ人物になることは、当初の計画から既に重要なものだったはずと人々に信じられているが、実は原案では月着陸船のパイロットであるオルドリンが最初に降り立つよう計画されていた。また、印字した金属板が、未だ月面に残る月着陸船に取り付けられたままである。この銘板は、続く月面着陸へのアメリカの心象を表していた。これにはリチャード・ニクソン大統領による署名と共に、「Here men from the planet earth first set foot upon the Moon July 1969 AD. We came in peace for all mankind（西暦1969年7月、我等惑星地球より来たれり。全人類の平和を希求してここに来れり）」と刻まれている（銘板には船員であるニール・アームストロング、マイケル・コリンズ、バズ・オルドリンの署名も入っている）。

#### 日本による月面着陸
2024年1月25日、JAXAはSLIMの月面着陸による成果をプレスリリースにて発表した。JAXAが成功目標としていた小型軽量な探査機で精度100 m 以内の高精度着陸を達成。太陽電池による発電が開始されていないため内蔵バッテリーで地球との通信が行なわれていると発表した。また、小型観測機のLEV-1とLEV-2(SORA-Q)の放出に成功している。

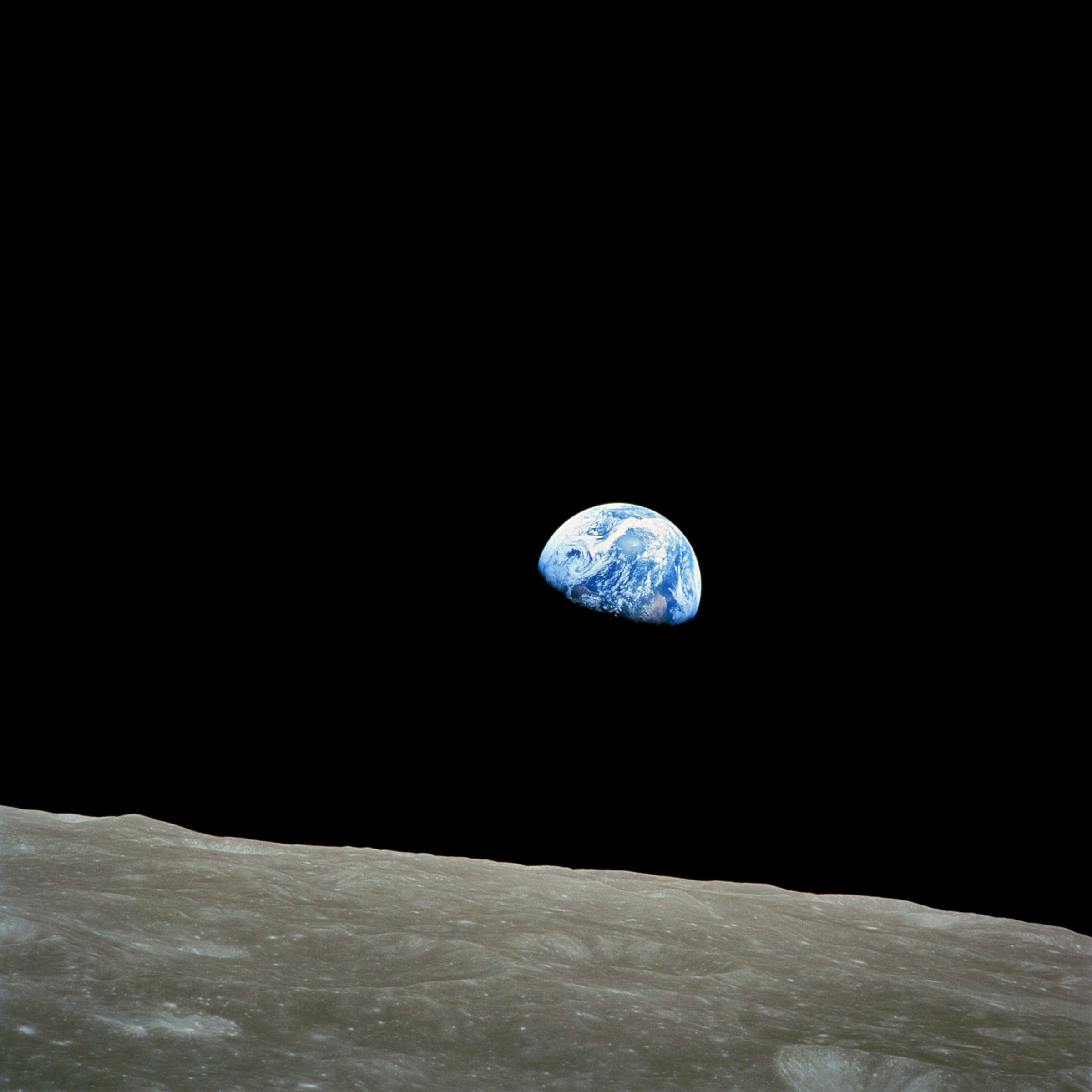
月周回軌道から見た地球、1968年12月22日（NASAより）

#### 月面着陸の他の側面
他の国際間競争とは違い、宇宙開発競争は領土拡張問題には依然として直接影響を及ぼさないままでいる。月面への着陸に成功後、アメリカは月のいかなる部分も所有する権利を明確に放棄した。
1940年代、アーサー・C・クラークは専門家がナンセンスだとして退けた、「人類は2000年までに月に到達するだろう」とする発想を、小説『宇宙への序曲』に書いている（無論、小説は小説であって予言ではないし、予言として書かれたものでもないが）。ニール・アームストロングが着陸した1969年、アメリカ側はクラークを「我々を月へ導く必要不可欠な知的原動力を与えてくれた」と述べている。
2006年8月16日、AP通信はNASAがアポロ11号計画で月面を歩いた映像を収録する、低速度走査テレビジョン用のテープ
の原物を紛失したと報じた。しかし、2006年11月1日になってコスモス・マガジン誌は、この低速度走査テープが、オーストラリア西部パースにあるカーティン工科大学の、物理学棟にある小さな海洋科学実験室で発見されたと報道した。当時の原物テープのうちの一つは、分析のためNASAへ送られている。

## 有人月面着陸計画の一覧
アメリカ
- アポロ11号　―　1969年7月16日、人類史上初の有人月面着陸（着陸は7月20日）。
- アポロ12号　―　1969年11月14日、人類初の精密な有人月面探査。
- アポロ14号　―　1971年1月31日、マーキュリー・レッドストーン3号の単独宇宙飛行士、アラン・シェパードが月面を歩く。
- アポロ15号　―　1971年7月26日、月面車ルナ・ローバーによる初の月面探査実施。
- アポロ16号　―　1972年4月16日、初めて月面高地へ着陸。
- アポロ17号　―　1972年12月7日、最後のアポロ計画。初めて夜間に打ち上げが行われ、地質学者による探査が行われた。

中国
- 攬月、2030年までに計画している[11][12][13]。

## ルナ・ランダー・チャレンジ
NASAのセンテニアル・チャレンジの一環として行われる。様々な分野の個人や団体が参加する事によって切磋琢磨する。優秀な成績の参加者にはXプライズ財団や航空宇宙関連の企業などから賞金が出る。

## Google Lunar X Prize
各国の参加者達が月面車を送り込む。

## ルネックス計画
ルネックス計画とは1958年、アポロ計画に先がけて立案されたアメリカ空軍による有人月面着陸計画である。1961年立案の最終的な月探査計画では1968年に総工費750万ドルで21人が滞在する空軍基地を月面地下に建設する計画だった。
最終的なルネックス計画とアポロ計画の最大の違いの一つは、月面着陸船は分離せずにそのまま宇宙飛行士を乗せて離陸し地球に帰還する方式であるということだった（アポロ計画原案ではルネックス計画と類似の直接降下、上昇する方式だった）。

### 関連する宇宙船
ルネックス月着陸船
- 乗員: 3

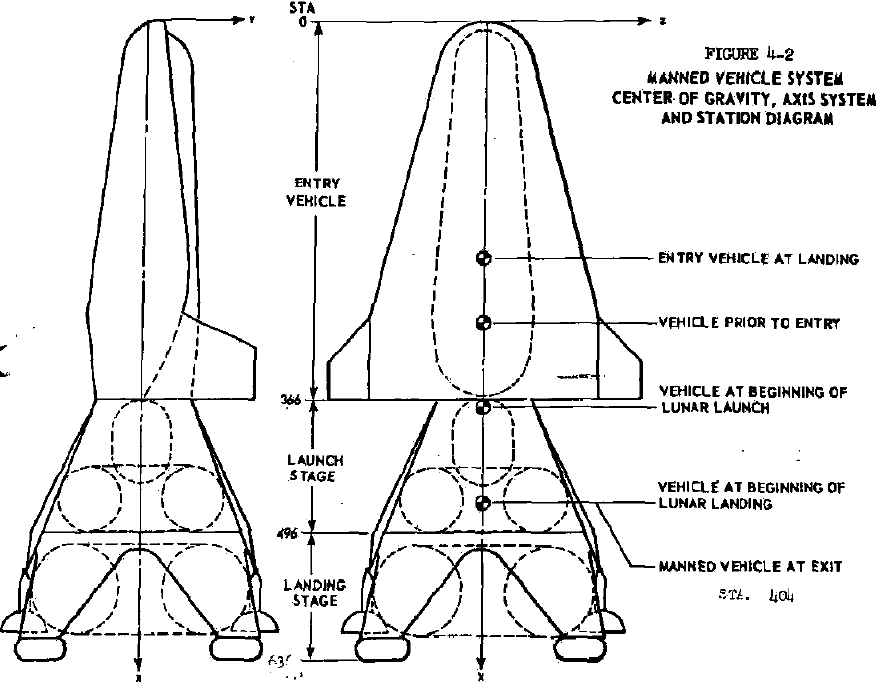
ルネックス宇宙船の模式図

- 全長: 16.16 m (53.01 ft)
- 最大径: 7.62 m (24.99 ft)
- 全幅: 7.62 m (24.99 ft)
- 重量: 61 000 kg (134 000 lb)
- 機関: アメリカ空軍
- 製造: アメリカ空軍

### 着陸予定地
無人探査機の調査結果に基づいて基地の建設予定地としてケプラークレーターが選定された。

### 背景
ルネックス計画はソビエトを打ち負かし、国際的な技術競争において優位性を示すために1967年に月面着陸して戻るものだった。空軍は月面着陸達成は短期的だけでなく歴史的意義を必要とすると感じた。
着陸船の直接上昇を採用することで、後にアポロ計画で使用されたいくつかの複雑な月軌道ランデブーを廃したことにより、特に宇宙空間でのランデブー技術開発が不要になった。欠点として、これによりルネックス宇宙船は着陸して月面から月軌道へ戻るための宇宙船の燃料がアポロ宇宙船よりも大幅に増えて重くなり、その結果、月へそれらを送るためのロケットも大幅に大型化する必要があった。

### 予定
3段階の予定だった。
- 1965年: 有人再突入機の回収
- 1966年: 有人月周回飛行
- 1967: 有人月着陸と帰還

1968年以降、恒久月面探査が計画された。

### 問題点
主な問題点を以下に示す。
- 大気圏から弾き出されるか過熱を避けるため、再突入時の角度は2°、速度が毎秒37,000フィートである必要があった。後者は直接乗員の死につながらないものの、宇宙船が帰還軌道を外れた場合に再突入の機会が訪れるまでヴァン・アレン帯の放射線にさらされる可能性があった。
- 月着陸船開発においてこれまで一度も試験されたことがない精密なロケット噴射が必要とされた。
- 月着陸船開発においてバックアップ能力を備えることができなかったので、月面や月軌道から地球へ帰還させるために高度に自動化された高信頼性の監視装置を要した。

## ホライゾン計画
ホライゾン計画は月面基地建設の実現可能性の調査を行うものである。1959年6月8日にアメリカ陸軍へアメリカ陸軍弾道ミサイル局(ABMA)が月の前哨基地を建設するための調査として報告書を提出した。
この計画の概要を以下に示す:
"月の前哨基地は月面における合衆国の潜在的な利益を開発し、守るために必要である。月面基地での地球と宇宙の監視技術や通信の中継や月面での運用技術を開発し、月面探査のための基地として機能し、さらに必要とあらば月面での作戦行動に備えるために月面での科学支援へ投資が必要である。"
1966年12月の時点において12人が滞在する恒久的な前哨基地の建設と運用には60億ドルかかると予想された。
計画では147機のサターンIとサターンIIで宇宙船の部材を低軌道へ打ち上げてから低軌道上で組み立てる予定であった。
基地への月着陸と帰還は最大16人の宇宙飛行士が同時に往復する予定だった。ホライゾン計画は公式には可能性を検討する段階までは進んでいなかった。

## A119計画
A119計画または"月探査飛行の調査"は1950年代にアメリカ空軍によって極秘で計画された月に原子爆弾を投下する計画である。この計画の目的は冷戦期においてソビエトや他の国々に対してアメリカの優位性を示すことにあったと推測される。計画は実行には移されず、よりアメリカ国民に受け入れられる可能性の高い月着陸計画が実行された。

## Intuitive Machines-1 Odysseus lander (USA)
2024年2月22日、NASA、SpaceX、インテュイティブ・マシーンズ間のプロジェクトで進められた計画によって、Nova-C（Odysseus、愛称:Odie）が着陸した。月面活動用の宇宙服の素材の確認、3人称視点での月面着陸撮影などが行われる。